# Rubus tuerckheimii
Rubus tuerckheimii är en rosväxtart som beskrevs av Per Axel Rydberg. Rubus tuerckheimii ingår i släktet rubusar, och familjen rosväxter. Inga underarter finns listade i Catalogue of Life.